# Dikbekprion
De dikbekprion (Pachyptila crassirostris) is een vogel uit de familie van de stormvogels en pijlstormvogels (Procellariidae). Het is een zeevogel van het zuidelijk halfrond.

## Kenmerken
De rug is blauwgrijs, met een duidelijk zichtbare M op de bovenvleugels. De zwarte band op de staart is de breedste van alle prions. Hun snavel is dikker en een tikje robuuster dan bij duifprions. De lichaamslengte bedraagt 24 tot 28 cm, de spanwijdte 60 cm en het gewicht 102 tot 185 gram.

## Leefwijze
Hun voedsel bestaat voornamelijk uit krill. Om dit uit het water te zeven, heeft de vogel een aangepaste snavel. De vogel heeft ook een specifiek gedrag ontwikkeld, het hydroplaneren, om hiervan te profiteren. Hij scheert over het wateroppervlak tegen de wind in, waarbij zijn lijf op het water rust, maar deels wordt ondersteund door de wind die onder zijn gespreide vleugels doorstroomt. Door zijn snavel open aan het oppervlak te houden, of zijn kop geheel onder te dompelen, zeeft hij zijn zwemmende prooi uit het water. Daarbij zwaait hij soms zijn kop van links naar rechts.

## Voortplanting
Hun broedplaatsen bevinden zich in rotsspleten, soms naast albatrossen. Ze leggen één ei in oktober/november dat in december uitkomt. In hun broedgebieden zijn zuidpooljagers een zeldzaamheid, maar mocht er toch eentje te dicht bij het nest komen, dan zullen ze niet aarzelen om hem aan te vallen.

## Verspreiding en leefgebied
Deze soort broedt in kolonies op het eiland Heard in het zuiden van de Indische Oceaan en op eilanden rondom Nieuw-Zeeland. Er worden drie ondersoorten onderscheiden:
- P. c. crassirostris: Snareseilanden en Bounty-eilanden.
- P. c. pyramidalis: Chathameilanden.
- P. c. flemingi: Heard en Aucklandeilanden.

## Bedreiging
In hun broedgebied hebben ze vooral te kampen met katten, ratten en varkens.

## Status
De grootte van de populatie is in 2004 geschat op 100-200 duizend volwassen vogels. Op de Rode lijst van de IUCN heeft deze soort de status niet bedreigd.